# Монтебелло, Гюстав Луи Ланн
Гюстав Луи Ланн, маркиз де Монтебелло (1838—1907) — французский дипломат.
Внук маршала Ланна. Третий сын французского дипломата в России Наполеона Ланна (1801—1874) от брака с англичанкой Элеонорой Дженкинсон (1810—1863). По желанию отца начал дипломатическую службу при посольстве в Санкт-Петербурге, после был поверенным в делах в Мюнхене, полномочным министром в Брюсселе (1882) и послом в Константинополе (1886).
С 1891 года — посол в Санкт-Петербурге. В 1895 году участвовал в подготовке Русской конской и этнографической выставки в Париже. Содействовал заключению франко-русского союза и организовал осенью 1896 года поездку императора Николая II в Париж.
Обменом письмами Ланна и русского министра иностранных дел Н. К. Гирса было согласовано русско-французское военное соглашение. По отзывам современников, политика Монтебелло выражалась в таких мягких формах, что у неё не было противников. 

…18 мая, по церемониалу был назначен бал у французского посла графа (впоследствии маркиза) Монтебелло; французский посол по жене был весьма богатый человек, как по этой причине, так и по своим личным качествам, а в особенности по качествам своей жены, он был очень любим в высшем обществе.— Витте С. Ю. 1894 — октябрь 1905: Царствование Николая II, глава 3 // Воспоминания. — М.: Соцэкгиз, 1960. — Т. 2. — С. 85. — 75 000 экз.
После отставки Монтебелло покинул Петербург. Живя во Франции, он продолжал поддерживать тесные связи с Россией. Скончался в 1907 году в Париже.
Маркиз де Монтебелло, способствовавший сближению Франции и России, послужил для Марселя Пруста прототипом маркиза де Вогубера, посла Франции при дворе короля Феодосия в цикле романов «В поисках утраченного времени» (1913—1927).

## Семья
Жена (с 23.08.1873) — Магдалена Гюлемине (1853—1930), внучка и наследница богатого французского финансиста Шёврё. С 1903 года — кавалерственная дама ордена св. Екатерины (меньшого креста). По словам современницы, все посетители французского посольства на Гагаринской набережной в Петербурге находились под обаянием личности маркизы Монтебелло. «Природа одарила её добротой и выдающимся умом. Её остроумные замечания очень забавляли, но никто ими не чувствовал себя оскорбленным. Она обладала чувством меры, так часто отсутствующим у дипломатов. Чрезвычайно отзывчивая, всегда готовая помочь и облегчить страдания, она основала лазарет, которому посвящала много времени и труда. Её дом, один из лучших европейских домов, был обставлен по-царски». Скончалась в феврале 1930 года в Париже. Единственный сын:
- Луи-Огюст (1874—1912), сотрудник французской миссии в России, трагически погиб от удара молнии во время пешей прогулки в своей усадьбе Стор.